# Сем Бурџес
Сем Бурџес (енгл. Sam Burgess; 14. децембар 1988) је професионалан рагбиста и репрезентативац Енглеске који тренутно игра за Бат (рагби јунион). Пре преласка на рагби јунион, Бурџес је на високом нивоу играо и другу верзију рагбија - рагби 13 (рагби лига).

## Биографија
Висок је 196 cm, тежак 116 kg Бурџес је играо рагби 13 за Бредфорд Булсе и Саут Сиднеј, био је и репрезентативац Велике Британије, а онда је прешао на рагби 15. 2015. је потписао за један од најтрофејнијих енглеских рагби клубова - Бат (рагби јунион). Изборио се и за своје место у репрезентацији Енглеске.